# Jules Thiry
Jules Louis Gilles Thiry (Wellin, 21 giugno 1898 – Bruxelles, 7 febbraio 1931) è stato un pallanuotista belga, vincitore di una medaglia d'argento all'olimpiade di Parigi 1924.